# Gardner (Dakota du Nord)
Pour les articles homonymes, voir Gardner.
La ville américaine de Gardner est située dans le comté de Cass, dans l’État du Dakota du Nord. Lors du recensement de 2010, elle comptait 74 habitants.

## Démographie
| 1930 | 1940 | 1950 | 1960 | 1970 | 1980 |
| ---- | ---- | ---- | ---- | ---- | ---- |
| 108  | 103  | 136  | 107  | 96   | 94   |

| 1990 | 2000 | 2010 | - | - | - |
| ---- | ---- | ---- | - | - | - |
| 85   | 80   | 74   | - | - | - |

## Source
- (en) Cet article est partiellement ou en totalité issu de l’article de Wikipédia en anglais intitulé « Gardner, North Dakota » (voir la liste des auteurs).